# Mesarmadillo flavimarginatus
Mesarmadillo flavimarginatus là một loài chân đều trong họ Eubelidae. Loài này được Richardson miêu tả khoa học năm 1907.